# لين (كارولاينا الجنوبية)
لين (بالإنجليزية: Lane, South Carolina)‏ هي بلدة أمريكية تقع في الولايات المتحدة في مقاطعة ويليامسبورغ. يقدر عدد سكانها بـ 585 نسمة ومساحتها 10.3 كم2 وترتفع عن سطح البحر 21 متر.

## التركيبة السكانية
حدّد مكتب تعداد الولايات المتحدة بيانات التركيبة السكانية للين في تعداد الولايات المتحدة. في ما يلي، التركيبة السكانية حسب تعدادي 2000 و2010.

### تعداد عام 2000
بلغ عدد سكان لين 585 نسمة بحسب تعداد عام 2000، وبلغ عدد الأسر 223 أسرة وعدد العائلات 148 عائلة مقيمة في البلدة. في حين سجلت الكثافة السكانية 57.2 نسمة لكل كيلومتر مربع (148.1/ميل2). وبلغ عدد الوحدات السكنية 256 وحدة بمتوسط كثافة قدره 25 لكل كيلومتر مربع (64.7/ميل2).
وتوزع التركيب العرقي للبلدة بنسبة 9.23% من البيض و90.43% من الأمريكيين الأفارقة و0.34% من عرقين مختلطين أو أكثر و0.68% من الهسبانيون أو اللاتينيون من أي عرق.
بلغ عدد الأسر 223 أسرة كانت نسبة 37.7% منها لديها أطفال تحت سن الثامنة عشر تعيش معهم، وبلغت نسبة الأزواج القاطنين مع بعضهم البعض 33.6% من أصل المجموع الكلي للأسر، ونسبة 28.3% من الأسر كان لديها معيلات من الإناث دون وجود شريك،  بينما كانت نسبة 4.5% من الأسر لديها معيلون من الذكور دون وجود شريكة وكانت نسبة 33.6% من غير العائلات. تألفت نسبة 30.9% من أصل جميع الأسر من عدة أفراد يعيشون في نفس المنزل ونسبة 13.9% كانت تتألف من شخص يعيش بمفرده يبلغ من العمر 65 عاماً أو أكثر. وبلغ متوسط حجم الأسرة المعيشية 2.62، أما متوسط حجم العائلات فبلغ 3.35.
بلغ العمر الوسطي للسكان 35.4 عاماً. وكانت نسبة 29.1% من القاطنين تحت سن الثامنة عشر، وكانت نسبة 8.5% بين الثامنة عشر والرابعة والعشرين عاماً، ونسبة 23.8% كانت واقعةً في الفئة العمرية ما بين الخامسة والعشرين والرابعة والأربعين عاماً، ونسبة 23.1% كانت ما بين الخامسة والأربعين والرابعة والستين، ونسبة 15.6% كانت ضمن فئة الخامسة والستين عاماً فما فوق. يوجد لكل 100 أنثى 79.4 ذكر، ويوجد لكل 100 أنثى في الثامنة عشر من عمرها فما فوق 73.6 ذكر.
بلغ متوسط دخل الأسرة في البلدة 19,659 دولارًا، أما متوسط دخل العائلة فبلغ 28,472 دولارًا. وكان متوسط دخل الذكور 21,635 دولارًا مقابل 15,000 دولارًا للإناث. وسجل دخل الفرد الخاص بالبلدة 9,963 دولارًا. وكانت نسبة 30.9% من العائلات ونسبة 33.2% من السكان تحت خط الفقر، وكان من هؤلاء نسبة 42.8% تحت سن الثامنة عشر ونسبة 26.4% في الخامسة والستين من العمر وما فوق.

### تعداد عام 2010
بلغ عدد سكان لين 508 نسمة بحسب تعداد عام 2010، وبلغ عدد الأسر 202 أسرة وعدد العائلات 134 عائلة مقيمة في البلدة. في حين سجلت الكثافة السكانية 49.7 نسمة لكل كيلومتر مربع (128.7/ميل2). وبلغ عدد الوحدات السكنية 257 وحدة بمتوسط كثافة قدره 25.1 لكل كيلومتر مربع (65.0/ميل2).
وتوزع التركيب العرقي للبلدة بنسبة 8.66% من البيض و90.55% من الأمريكيين الأفارقة و0.79% من عرقين مختلطين أو أكثر و0.20% من الهسبانيون أو اللاتينيون من أي عرق.
بلغ عدد الأسر 202 أسرة كانت نسبة 34.7% منها لديها أطفال تحت سن الثامنة عشر تعيش معهم، وبلغت نسبة الأزواج القاطنين مع بعضهم البعض 34.2% من أصل المجموع الكلي للأسر، ونسبة 27.7% من الأسر كان لديها معيلات من الإناث دون وجود شريك،  بينما كانت نسبة 4.5% من الأسر لديها معيلون من الذكور دون وجود شريكة وكانت نسبة 33.7% من غير العائلات. تألفت نسبة 29.7% من أصل جميع الأسر من عدة أفراد يعيشون في نفس المنزل ونسبة 12.4% كانت تتألف من شخص يعيش بمفرده يبلغ من العمر 65 عاماً أو أكثر. وبلغ متوسط حجم الأسرة المعيشية 2.51، أما متوسط حجم العائلات فبلغ 3.17.
بلغ العمر الوسطي للسكان 41.7 عاماً. وكانت نسبة 24.2% من القاطنين تحت سن الثامنة عشر، وكانت نسبة 8.7% بين الثامنة عشر والرابعة والعشرين عاماً، ونسبة 21.3% كانت واقعةً في الفئة العمرية ما بين الخامسة والعشرين والرابعة والأربعين عاماً، ونسبة 29.5% كانت ما بين الخامسة والأربعين والرابعة والستين، ونسبة 16.3% كانت ضمن فئة الخامسة والستين عاماً فما فوق. وتوزع التركيب الجنسي للسكان بنسبة 43.7% ذكور و56.3% إناث.

## أعلام
- كلايد سيمونز